# Xylopia micans
Xylopia micans este o specie de plante angiosperme din genul Xylopia, familia Annonaceae, descrisă de Robert Elias Fries. Conform Catalogue of Life specia Xylopia micans nu are subspecii cunoscute.